# Il dittatore del Parador in arte Jack
Il dittatore del Parador in arte Jack (Moon Over Parador) è un film del 1988 diretto da Paul Mazursky.

## Trama
Jack Noah, un mediocre attore newyorkese sempre in cerca di scritture, sta terminando il suo lavoro in un film nella fittizia repubblica latinoamericana del Parador, governata da un dittatore spietato e donnaiolo, manovrato dall'ex nazista Roberto Strausmann, che è il capo della polizia.
Il dittatore muore di infarto dopo una grossa sbornia, e Straussmann, che teme sommosse popolari e azioni dei guerriglieri, costringe l'attore a sostenere il ruolo del morto, al quale somiglia, mentre la salma viene conservata in frigo. Un po' riluttante, ma lusingato dalla possibilità di dimostrare finalmente il proprio talento in un ruolo così importante, Jack accetta.

## Le location
Sebbene ambientato in un paese immaginario del Sudamerica, il Parador (nome ottenuto dall'unione della parte iniziale di Paraguay e quella finale di Ecuador), il film è stato girato in realtà interamente in Brasile, in particolare nel centro storico di Ouro Preto e in alcune zone costiere di Salvador de Bahia.